# Zawady (powiat sieradzki)
Zawady – wieś w Polsce położona w województwie łódzkim, w powiecie sieradzkim, w gminie Błaszki.
W latach 1975–1998 miejscowość należała administracyjnie do województwa sieradzkiego.
Urodził się tu Adam Nieniewski (1886–1947), płk WP, dowódca w wojnie 1920 r. m.in. 7 Pułku Strzelców Konnych i 4 Brygady Jazdy. W pobliżu wsi, przy drodze odchodzącej z kierunku Sieradza do Błaszek stoi krzyż. W miejscu tym w 1863 r. Rosjanie zabili nieznanego emisariusza powstańczego.